# Jean-Jacques Dünki
Jean-Jacques Dünki (*  28. Februar 1948 in Aarau, Schweiz) ist ein Schweizer Pianist und Komponist.

## Leben
Mit neun Jahren begann Dünki Klavier zu spielen. Nach dem Besuch der Kantonsschule in Aarau begann er sein Musikstudium in Basel. Weiter studierte er in London, Paris, Berlin, Baltimore und New York, unter anderem bei namhaften Pianisten wie Leon Fleisher, Peter Feuchtwanger, Charles Rosen, Maurizio Pollini und Claude Helffer. 1981 gewann Jean-Jacques Dünki den renommierten Arnold-Schönberg-Preis in Rotterdam. Seit 1984 leitet er eine Klavierklasse an der Musik-Akademie der Stadt Basel.
Dünki lebt mit seiner Frau und seiner Tochter in Basel. 
Jean-Jacques Dünki ist international als Solist und Kammermusiker tätig, wobei sein Schwerpunkt auf der Interpretation von Werken des frühen 20. Jahrhunderts liegt. 
Als Komponist ist Dünki Autodidakt. Er schrieb ungefähr 70 Werke, hauptsächlich für Tasteninstrumente, Kammerorchester und Kammerensembles.

## Werke (Auswahl)
- Dartington Exercices (1975/79) für Klavier
- Auf die Pauke hauen (1981) für fünf Pauken
- Kammerstück II (1985) für Horn, Klavier und 13 Instrumente (2 (auch Picc, bzw. A-Fl),2 (auch Ob-dam, bzw. Engl-Hn),2 (auch Klar-es),B-Klar,A-Sax (auch S-Sax),1- 1,1,1,1- Klav (auch Clavichord))
- Hommages à L. C. I-IV (1981/86) für Klavier
- Kammerstück VI (1989) für Violine (auch Viola) und zehn Instrumente (1 (auch Picc),1 (auch Ob-dam, Engl-Hn),2 (auch Klar-es, bzw. Bassetthorn),1- 1,0,1,1- Schlgz(1),Klav)
- Kammerstück VII (1989) für Bassetthorn, Viola und Klavier
- Treize Tableaux (1989) für zwei Clavichorde
- Kammerstück V (1987/94) für Violoncello und Klavier
- Solo per Oboe (1994)
- Romance pour Violon solo (1995)
- Figures (1997) für Hammerklavier, Violine, Violoncello (alte Mensur)
- Jumelles (1998) für Violine und Orgel
- "schwerverstimmt" (2000–2001) für Viola

## Aufnahmen
- CD Grammont CTS-P 40-2: Kammerstücke II, III, VI + VII, Hommages à L.C., Tétraptéron I+II
- CD Jecklin JS 289-2: Tétraptéron 0-IV
- CD MGB CTS M-63: Kammerstück IV

## Veröffentlichungen
- „Schönbergs Zeichen – Wege zur Interpretation seiner Klaviermusik“ erschien 2005 bei Lafite, Wien

| Personendaten    | Personendaten                   |
| ---------------- | ------------------------------- |
| NAME             | Dünki, Jean-Jacques             |
| KURZBESCHREIBUNG | Schweizer Pianist und Komponist |
| GEBURTSDATUM     | 28. Februar 1948                |
| GEBURTSORT       | Aarau                           |